# Minardi M02
O M02 é o modelo da Minardi da temporada de 2000 da Fórmula 1. Condutores: Marc Gené e Gastón Mazzacane.

## Resultados[2]
(legenda) 
| Ano  | Chassi | Motor              | Pneus | N° | Pilotos          | 1   | 2   | 3   | 4   | 5   | 6   | 7   | 8   | 9   | 10  | 11  | 12  | 13  | 14  | 15  | 16  | 17  | Pontos | Posição  |  |
| ---- | ------ | ------------------ | ----- | -- | ---------------- | --- | --- | --- | --- | --- | --- | --- | --- | --- | --- | --- | --- | --- | --- | --- | --- | --- | ------ | -------- |  |
|      |        |                    |       |    |                  |     |     |     |     |     |     |     |     |     |     |     |     |     |     |     |     |     |        |          |  |
|      |        |                    |       |    |                  | AUS | BRA | SMR | GBR | ESP | EUR | MON | CAN | FRA | AUT | GER | HUN | BEL | ITA | USA | JPN | MYS |        |          |  |
| 2000 | M02    | Fondmetal RV10 V10 | B     | 20 | Marc Gené        | 8   | Ret | Ret | 14  | 14  | Ret | Ret | 16† | 15  | 8   | Ret | 15  | 14  | 9   | 12  | Ret | Ret | 0      | NC (10º) |  |
| 2000 | M02    | Fondmetal RV10 V10 | B     | 21 | Gastón Mazzacane | Ret | 10  | 13  | 15  | 15  | 8   | Ret | 12  | Ret | 12  | 11  | Ret | 17  | 10  | Ret | 15  | 13† | 0      | NC (10º) |  |

† Completou mais de 90% da distância da corrida.